# 丁錦昊事件
丁錦昊事件 (ていきんこうじけん、中国語: 丁锦昊事件; 拼音: Dīng Jǐnhào Shìjìan)は、2013年5月ごろに当時15歳だった男子中学生の丁錦昊（中国語: 丁锦昊; 拼音: Dīng Jǐnhào）がエジプトのルクソール神殿の壁に「丁錦昊参上」(中国語: 丁锦昊到此一游; 拼音: Dīng Jǐn hào Dào cǐ Yī yóu)と落書きした事件である。

## メディアでの反応
2013年5月24日、ウェイボーユーザー「空游无依」が「丁錦昊参上」と中国語で彫られたルクソール神殿の写真を投稿。翌25日時点でこの投稿に対し11,000件のコメントが寄せられ、83,000回リポストされた。
5月25日、ある中国人のネットユーザーが人肉検索により丁錦昊の個人情報を特定し、ウェイボーに投稿。同じ日、『現代快報』が、丁の父がウェイボー上で謝罪し、丁自身も事件について涙を流していると報道した。
5月26日、丁の通学する中学校のウェブサイトがネットユーザによりクラックされ、丁の落書きの画像のポップアップにより学校のウェブサイトが閲覧できない状態に陥った。同じ日、丁の落書きは神殿から除去された。

## 政府の対応
- 中国外務省報道官の華春瑩がこの事件についてコメントし、その中で、中国国民に向け外国旅行中に現地の法律や規制を遵守し、マナーを守るよう呼びかけた[5]。

- 中国国家観光局も公式サイト上で声明を出し、その中で、中国人観光客が国内外でマナーを守って行動することを呼びかけ、そのためのいくつかのヒントを提示した[6] 。

## 関連する法規
エジプトの文化遺産保護法によると、文化遺産に対する広告やポスターの貼付、落書き、彫刻、汚損は禁止されており、違反者に対して3ヶ月以上1年以内の禁錮と100-500エジプト・ポンドの罰金が科される。